# Pròleg

Il·lustració de vers 1864 del pròleg de l'obra teatral Romeu i Julieta de William Shakespeare.

Un pròleg (pres del llatí prolŏgus i del grec πρóλογοςés) és un escrit, normalment un tipus d'assaig, que precedeix el cos d'una obra escrita. Pot tenir moltes funcions, encara que normalment serveixen d'introducció a l'obra o a l'autor, o fins i tot al context (històric, científic, etc.) en el qual va ser escrita. Normalment no formen part imprescindible de l'obra, tot i que també hi ha exemples d'obres que comencen al pròleg.
Els pròlegs, normalment, són escrits pel mateix autor de l'obra (o fins i tot per un familiar), pel seu editor o per un estudiós de l'autor.
Com a gènere literari que és, els pròlegs també serveixen com a ferramenta per a la creació literària. Exemples coneguts són els pròlegs a llibres inexistents escrits per Borges i per Calvino.